# Stanley Richard
Stanley Palmer Richard (Mineola, 28 febbraio 1967) è un ex giocatore di football americano statunitense che ha militato nel ruolo di safety nella National Football League (NFL). Al college giocò a football a Texas

## Carriera professionistica
Richard fu scelto come nono assoluto nel Draft NFL 1991 dai San Diego Chargers. Vi giocò fino al 1994, anno in cui ebbe un massimo in carriera di 4 intercetti. Nel 1995 passò come free agent ai Washington Redskins giocandovi fino alla fine della carriera nel 1998, terminando con 21 intercetti e 4 touchdown.

## Palmarès

### Franchigia
- American Football Conference Championship: 1

San Diego Chargers: 1994

### Individuale
- PFWA All-Rookie Team - 1991

## Statistiche
| Intercetti | 21  |
| Sack       | 2,0 |